# 荣槐楼
24°02′47″N 115°39′57″E / 24.046253°N 115.665945°E
荣槐楼位于中国广东省五华县转水镇三源村，是一座温氏家族居住的客家围龙屋，2009年被列为广东省文物保护单位。
荣槐楼由原广东布政使司温荣槐在清乾隆年间兴建，坐北朝南，面宽47.5米，进深46.5米，占地面积4418平方米，平面布局为三堂二横一围龙。浓香型白酒泸州老窖创始人温荣盛也是三源村人，曾在荣槐楼在设立酿酒作坊。